# Formazione Fremouw
La Formazione Fremouw è una formazione geologica risalente al Triassico che si trova nei Monti Transantartici, nell'Antartide.
In questa formazione sono stati trovati fossili di rettili e anfibi, oltre a alberi fossilizzati. Gli strati della formazione si sono depositati lungo le rive di antichi fiumi e pianure alluvionali. Durante il Triassico, l'area era probabilmente una zona di foreste ripariali situate alla latitudine 70–75°S.

## Stratigrafia
La Formazione Fremouw è di età triassica, anche se le sue rocce più antiche risalgono all'ultima parte del Permiano superiore. La maggior parte della formazione è costituita da arenaria quarzosa depositatasi in letti di corsi d'acqua. Si sovrappone alla Formazione Buckley, risalente al Permiano e costituita da carbone e fossili di Glossopteris.
La formazione è informalmente suddivisa nelle unità inferiore, media e superiore. La maggior parte dei fossili si trova nella Formazione Fremouw inferiore. Le ossa ritrovate qui si sono conservate in siltiti a grana fine e argilliti, arenarie a grana grossolana e conglomerati.

## Biota
Il primo tetrapode, o vertebrato terrestre dell'Antartide, fu ritrovato nella Formazione Fremouw nel 1968. È rappresentato da un piccolo frammento osseo che probabilmente faceva parte della mandibola sinistra di un temnospondile anfibio. L'osso era stato trovato l'anno precedente da un ricercatore della Ohio State University che stava studiando la geologia dei Monti Transantartici. Il temnospondile fu in seguito denominato Austrobrachyops jenseni.
Dopo questa scoperta furono organizzate spedizioni paleontologiche nell'area del ghiacciaio Beardmore alla ricerca di altri fossili. Da allora sono stati scoperti nella Formazione Fremouw altri frammenti di temnospondili, terapsidi e rettili arcosauriformi. I ritrovamenti sono avvenuti nell'area attorno ai ghiacciai Shackleton e Beardmore, nelle località della Gordon Valley e nel Fremouw Peak.